# 池田学園池田中学・高等学校
池田学園池田中学・高等学校（いけだがくえんいけだちゅうがく・こうとうがっこう）は、鹿児島県鹿児島市西別府町にある私立中学校・高等学校。

## 概要
進学塾である同市加治屋町の池田教育ゼミナールを母体とする。敷地内には平成寮（男子寮）と清心寮（女子寮）が、隣には同学園が経営する池田小学校がある。
2005年度から、九州の私立学校としては初となるスーパーサイエンスハイスクール (SSH) に指定されている。2021年度から、東京都内にある女子校の富士見丘高等学校とのコンソシアーム校としてワールドワイドラーニング (WWL) を実施している。

## 沿革
- 1986年4月6日 - 池田中学校開校[1]。開校当時の中学校所在地は、日置郡吹上町與倉の藤元中学校跡地（現・日置市吹上町与倉）。
- 1991年4月1日 - 池田高等学校が開校する[2]。
- 1995年4月8日 - 池田小学校が開校する[3]。
- 1996年4月1日 - 池田中学校が吹上町（後の日置市）から現在地へ移転[4]。

## 著名な卒業生
- 豊平有香（南日本放送アナウンサー）
- 保岡宏武（政治家） - 本校が中学校のみであった頃に1期生として在学[5]。